# Oravská Poruba
Oravská Poruba este o comună slovacă, aflată în districtul Dolný Kubín din regiunea Žilina. Localitatea se află la altitudinea de 470 m deasupra n.m., se întinde pe o suprafață de 13,258 km2 și în 2017 număra 1.046 de locuitori.

## Istoric
Localitatea Oravská Poruba este atestată documentar din 1350.

## Demografie
| An:                | 1994 | 2004    | 2014    | 2024   |
| ------------------ | ---- | ------- | ------- | ------ |
| Număr de persoane: | 809  | 907     | 1026    | 1083   |
| Diferență:         |      | +12,11% | +13,12% | +5,55% |

| An:                | 2023 | 2024   |
| ------------------ | ---- | ------ |
| Număr de persoane: | 1085 | 1083   |
| Diferență:         |      | −0,18% |